# Tyler Flowers
Cole Tyler Flowers (Roswell, 24 gennaio 1986) è un ex giocatore di baseball statunitense.

## Carriera

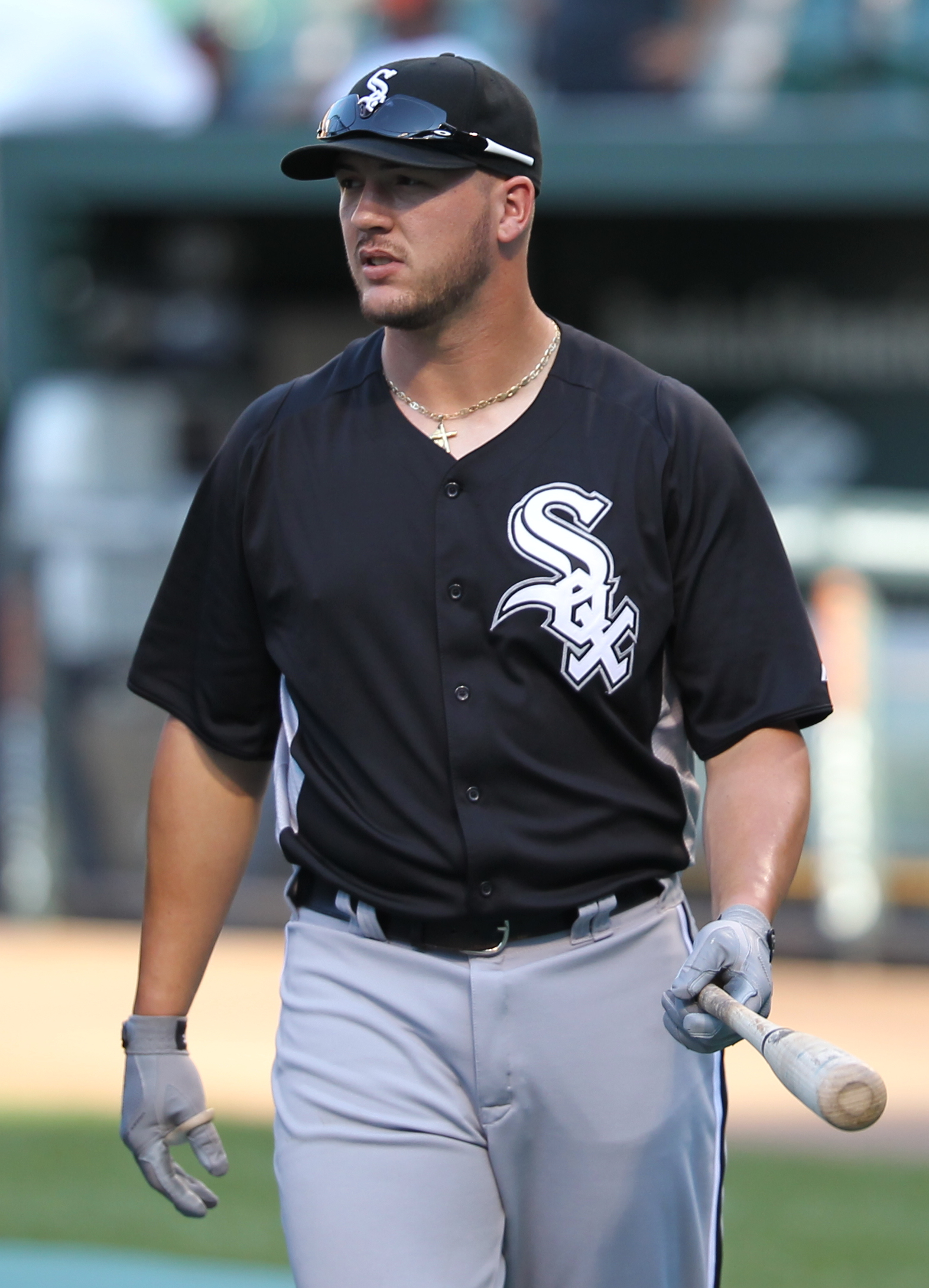
Flowers con i White Sox nel 2011

### Gli Inizi e Minor League (MiLB)
Flowers si diplomò alla Blessed Trinity Catholic High School di Roswell in Georgia, fu selezionato nel 27º turno del draft MLB 2004 dagli Atlanta Braves ma scelse di non firmare, e si iscrisse al Chipola College di Marianna nello stato della Florida. Fu selezionato nuovamente dai Braves nel 33º turno del draft 2005, accettando. Debuttò come professionista nel 2006 in Classe Rookie. Nel 2007 giocò l'intera stagione in Classe A e giocò conclusa la stagione nel campionato invernale Hawaiano. 
Nel 2008 fu promosso in Classe A-avanzata e conclusa la stagione regolare nella Arizona Fall League. Il 4 dicembre i Braves scambiarono Flowers, assieme a Brent Lillibridge, Jonathan Gilmore e Santos Rodriguez, con i Chicago White Sox per Javier Vázquez e Boone Logan. Nel 2009 venne assegnato nella Doppia-A, ottenendo poi la promozione il 16 luglio dello stesso anno nella Tripla-A.

### Major League (MLB)
Flowers debuttò nella MLB il 3 settembre 2009, al Wrigley Field di Chicago contro i Chicago Cubs. Il 19 settembre batté la sua prima valida. Nel 2010 giocò prevalentemente in Tripla-A con 8 apparizioni in Major League. Nel 2011 si divise tra Tripla-A e MLB questa volta con 38 partite giocate nella massima serie. 
Il 16 gennaio 2015 Flowers e i White Sox rinnovarono con un contratto annuale del valore di 2.675 milioni. Il 2 dicembre 2015 divenne free agent. Il 16 dicembre firmò un contratto biennale del valore di 5.3 milioni con gli Atlanta Braves.
Il 28 agosto 2018, rinnovò con i Braves con un contratto annuale per la stagione del valore di 4 milioni di dollari, con inclusa un'opzione del club per la stagione 2020 dal valore di 6 milioni. Nel novembre 2019, i Braves declinarono l'opzione per la stagione 2020, rinnovando ciononostante con Flowers per un anno per 4 milioni di dollari. Divenne free agent a fine stagione.
Il 4 maggio 2021, Flowers firmò nuovamente con i Braves, con un contratto di minor league. Tuttavia dovette annunciare il ritiro dall'agonismo il 14 maggio, a causa di problemi fisici alla schiena.